# Élection présidentielle américaine de 1924 dans le Wisconsin
 (mai 2024).
L'élection présidentielle américaine de 1924 dans le Wisconsin a lieu le 4 novembre 1924 comme dans les 47 autres États qui composent alors les États-Unis. Les électeurs wisconsinois choisissent des grands électeurs pour les représenter dans le collège électoral à travers un vote populaire. Le Wisconsin dispose en 1924 de 13 grands électeurs. L'État donne l'ensemble de ses grands électeurs à son sénateur d'alors, Robert M. La Follette, qui avait également occupé le poste de représentant des États-Unis pour le 3e district du Wisconsin de 1885 à 1891 puis celui de gouverneur du Wisconsin de 1901 à 1906. 
Le candidat vainqueur de ce scrutin dans tout le pays sera néanmoins le président sortant Coolidge, qui débutera un second mandat à la présidence des États-Unis le 4 mars 1925. 
Le Wisconsin est l'unique État à avoir été remporté par La Follette lors de ce scrutin. Il s'agit également à ce jour de la dernière élection présidentielle au cours duquel le Wisconsin a été remporté par un candidat n'étant investi ni par le Parti démocrate ni par le Parti républicain. 